# Überdeckungswahrscheinlichkeit
In der Statistik gibt die Überdeckungswahrscheinlichkeit eines Konfidenzintervalls (auch Vertrauensbereich) die Wahrscheinlichkeit an, dass dieses Intervall tatsächlich den wahren Wert enthält.
Der Vertrauensbereich zielt entsprechend seiner Konstruktion darauf ab, mit einer bestimmten Wahrscheinlichkeit den unbekannten Parameter zu enthalten. Dies ist das Konfidenzniveau (auch Konfidenzkoeffizient), das als nominelle Überdeckungswahrscheinlichkeit bei der Konstruktion des Konfidenzintervalls verwendet und oft bei 95 Prozent gewählt wird. Die Überdeckungswahrscheinlichkeit ist nun die tatsächliche Wahrscheinlichkeit, dass das resultierende Konfidenzintervall (eine zufällige Menge) den wahren (fixen) Parameter enthält.

## Definition
Das Konfidenzniveau {\displaystyle \gamma } (auch Überdeckungswahrscheinlichkeit) zu einem Parameter {\displaystyle \vartheta \in \Theta } erfüllt zusammen mit den Statistiken {\displaystyle T_{u}<T_{v}}, welche die Grenzen des {\displaystyle \gamma }-Konfidenzintervalls sind, die folgende Wahrscheinlichkeitsbedingung:
{\displaystyle P\left(T_{u}\leq \vartheta \leq T_{v}\right)=\gamma \quad \mathrm {f{\ddot {u}}r\;alle\;} \vartheta \in \Theta }
Der Begriff der Wahrscheinlichkeit in der Überdeckungswahrscheinlichkeit bezieht sich auf eine Menge von hypothetischen Wiederholungen des gesamten Datenerfassungs- und Analyseverfahrens. Bei diesen hypothetischen Wiederholungen werden unabhängige Datensätze mit der gleichen Wahrscheinlichkeitsverteilung betrachtet, und ein Vertrauensintervall für jeden dieser Datensätze berechnet.

## Konservative versus permissive Konfidenzintervalle
Wenn alle bei der Konstruktion des Konfidenzintervalls verwendeten Annahmen erfüllt sind, wird die nominelle Überdeckungswahrscheinlichkeit mit der (tatsächlichen) Überdeckungswahrscheinlichkeit zusammenfallen. Ist dies hingegen nicht gegeben, so kann die tatsächliche Überdeckungswahrscheinlichkeit kleiner oder größer als die nominelle sein.
Wenn die tatsächliche Überdeckungswahrscheinlichkeit größer als die nominelle ist, wird das Intervall bzw. die Methode zu seiner Berechnung als konservativ bezeichnet; wenn sie kleiner ist, als antikonservativ oder permissiv.
Eine Diskrepanz zwischen der tatsächlichen und der nominellen Überdeckungswahrscheinlichkeit tritt häufig bei der Näherung einer diskreten Verteilung durch eine kontinuierliche auf. Die Konstruktion des Konfidenzintervalls für die Erfolgswahrscheinlichkeit der Binomialverteilung ist ein klassisches Beispiel, bei dem tatsächliche und nominelle Überdeckungswahrscheinlichkeit selten übereinstimmen.